# 98 Геркулеса
98 Геркулеса (лат. 98 Herculis, HD 165625) — двойная звезда в созвездии Геркулеса на расстоянии приблизительно 590 световых лет (около 181 парсек) от Солнца. Видимая звёздная величина звезды — +5,009m.

## Характеристики
Первый компонент — красный гигант спектрального класса M1, или M3-SIII, или M3IIIa, или M3III, или Ma. Масса — около 1,684 солнечной, радиус — около 129,82 солнечных, светимость — около 1440 солнечных. Эффективная температура — около 3628 K.
Второй компонент — коричневый карлик. Масса — около 44,44 юпитерианских. Удалён в среднем на 1,779 а.е..